# VII Liceum Ogólnokształcące im. Zofii Nałkowskiej w Krakowie

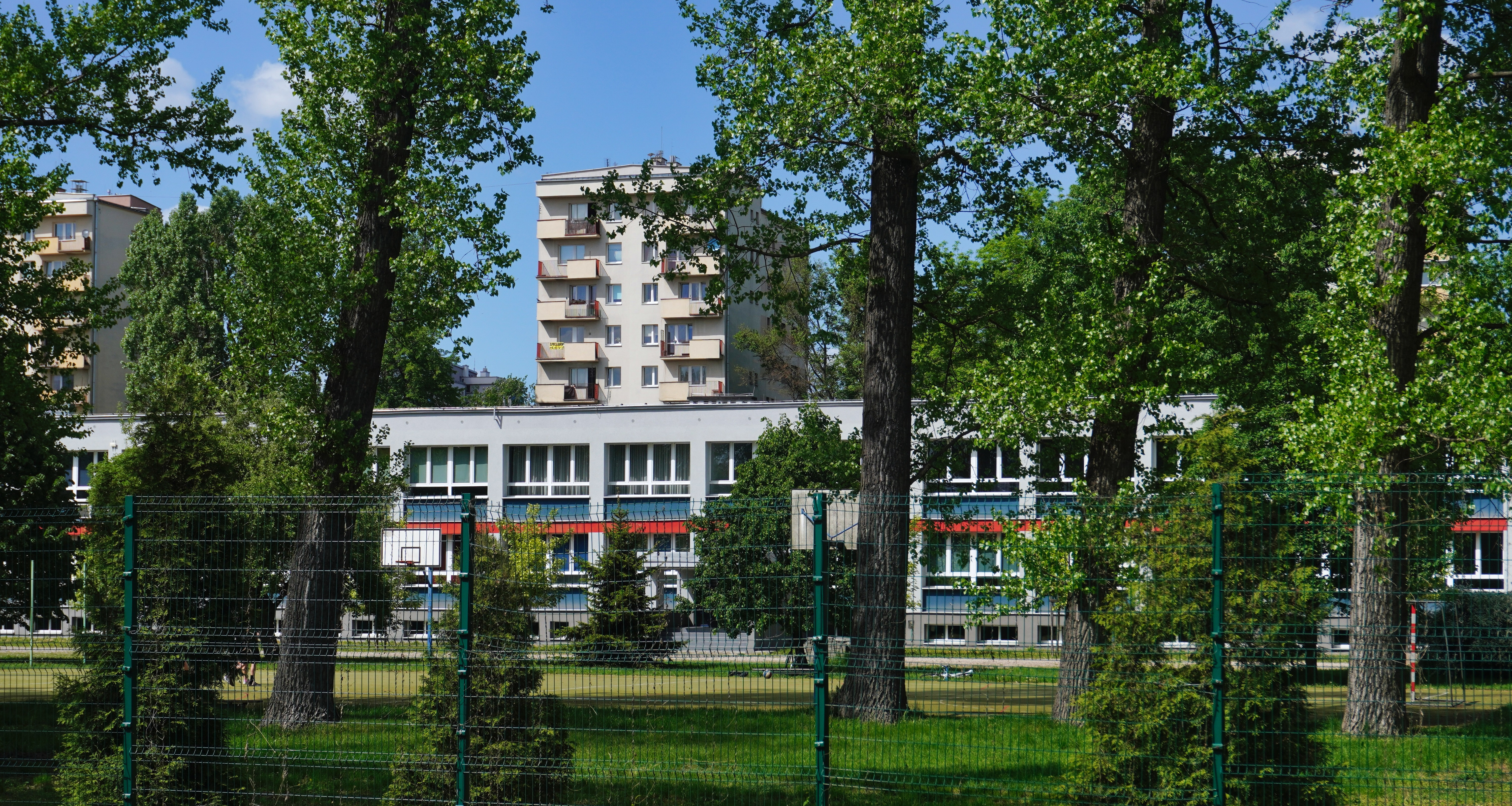
Budynek VII Liceum, widok od południa, z ulicy Nawojki

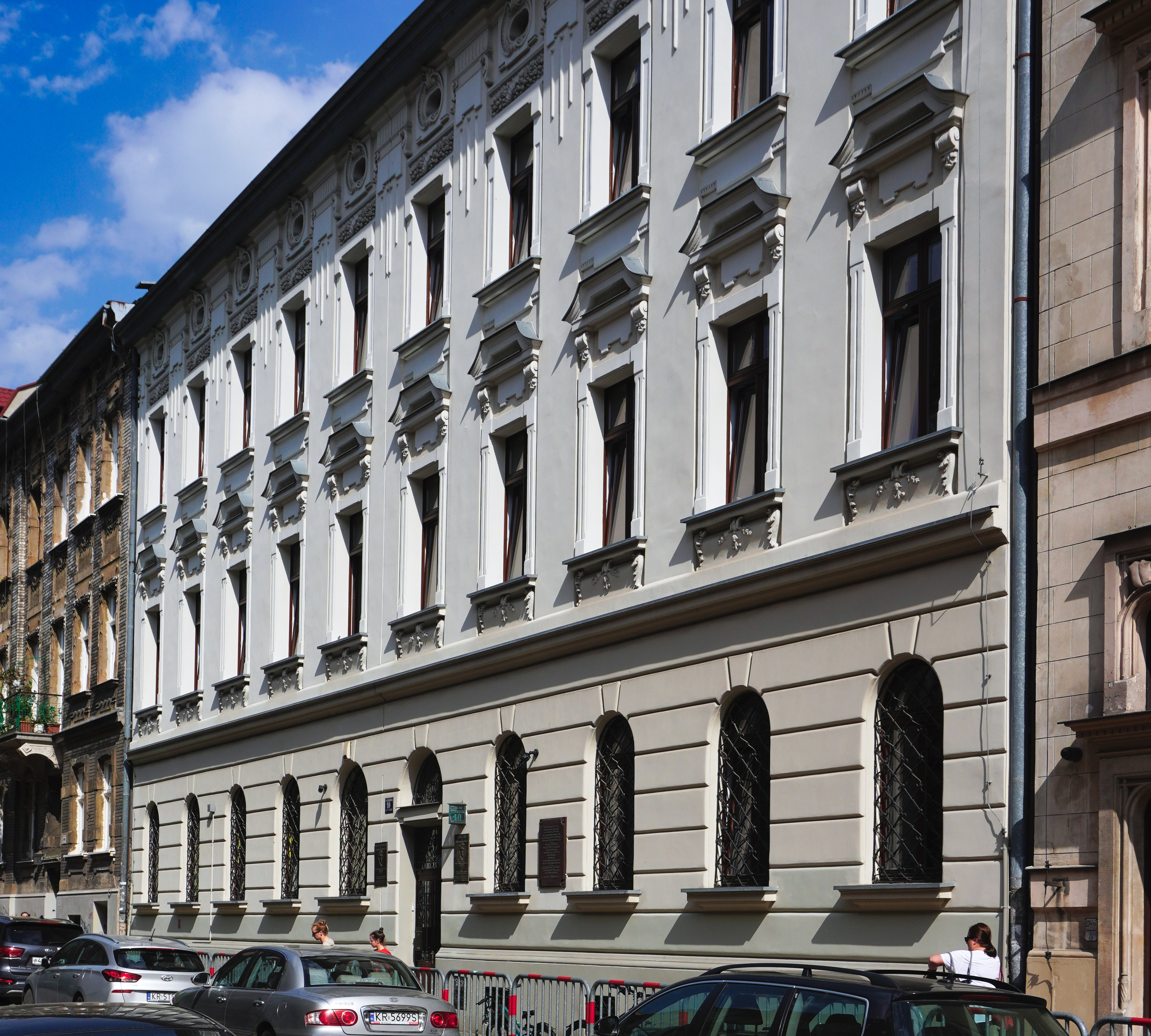
Dawny budynek VII Liceum Ogólnokształcącego przy ul. Piotra Michałowskiego 8–10

VII Liceum Ogólnokształcące im. Zofii Nałkowskiej w Krakowie – szkoła ponadpodstawowa działająca w Krakowie od 1902 roku.

## Historia
VII Liceum Ogólnokształcące im. Zofii Nałkowskiej w Krakowie powstało w 1902 roku z przekształcenia istniejącej szkoły przy ulicy Granicznej (obecnie ulica Piotra Michałowskiego) w Drugą Cesarsko-Królewską Wyższą Szkołę Realną. Siedziba szkoły znajdowała się przy ulicy Michałowskiego pod nr 8, 10 i 12, w trzech kamienicach czynszowych należących do krakowskiego adwokata Ludwika Merza. 1 września 1903 roku naukę podjęło 500 uczniów. Kierownikiem szkoły został Jan Bidziński. Szkoła posiadała profil matematyczno-przyrodniczy. Duży nacisk kładziono na naukę języków nowożytnych. Szkolna biblioteka liczyła ok. 1600 tomów.

### Kalendarium
- 1902 – powstanie szkoły (Druga Cesarsko-Królewska Wyższa Szkoła Realna).
- 1906 – z inicjatywy profesora szkoły Tadeusza Łopuszańskiego uczniowie szkoły założyli Towarzystwo Sportowe Wisła Kraków
- 2 maja 1909 r. w kościele św. Anny miało miejsce poświęcenie i nadanie sztandaru szkole.
- 1930 – szkoła zmieniła nazwę na IX Gimnazjum Matematyczno-Przyrodnicze im. J. Hoene-Wrońskiego.
- okres okupacji hitlerowskiej – gimnazjum zostało rozwiązane.
- 1945 – szkoła wznowiła działalność w tej samej lokalizacji jako IX Gimnazjum i Liceum Żeńskie im. J. Hoene-Wrońskiego.
- 1950 – szkoła otrzymała nazwę VII Liceum Ogólnokształcące w Krakowie.
- 1960 – rozpoczęto budowę nowego gmachu przy ul. Skarbińskiego. Od jesieni 1961 młodzież rozpoczęta naukę w nowym budynku.
- wrzesień 1962 – połączenie z IX Liceum Ogólnokształcącym im. Józefy Joteyko z siedzibą przy ul. Podwale jako VII Liceum Ogólnokształcące (w dalszym ciągu jako szkoła żeńska).
- rok szkolny 1962/63 – nadano liceum imię Zofii Nałkowskiej.
- rok szkolny 1980/81 – dołączono XVII Liceum Ogólnokształcące im. płk. Bolesława Kowalskiego, które mieściło się w Krakowie przy ul. Praskiej.

## Absolwenci
Kryterium umieszczenia na liście danej postaci było posiadanie przez nią biogramu w polskiej Wikipedii.
- Ewa Demarczyk – piosenkarka[3][4]
- Anna Dymna – aktorka[5]
- Wojciech Frazik – historyk[6]
- Katarzyna Galica – aktorka[7]
- Roman Graczyk – publicysta, pisarz[6]
- Kora Jackowska – piosenkarka[6]
- Andrzej Klimek – fizjolog sportu, nauczyciel akademicki[5]
- Renata Knapik-Miazga – szpadzistka[7]
- Jacek Kochan – muzyk, kompozytor[7]
- Filip Musiał – historyk[6]
- Maja Ostaszewska – aktorka[7]
- Łukasz Orbitowski – publicysta, pisarz[6]
- Janina Paradowska – publicystka, pisarka[6]
- Jan Rydel – historyk[6]
- Anna Seniuk – aktorka[6]
- Andrzej Starmach – marszand, historyk sztuki[5]
- Łukasz Surma – piłkarz, trener piłkarski[7]
- Artur Tarnowski – wojskowy, polityk
- Róża Thun – polityk, eurodeputowana[6]
- Jakub Ulewicz – aktor[8][niewiarygodne źródło?]
- Jan Weyssenhoff – fizyk
- Dorota Zięciowska – aktorka[5]